# Ivar Ivask
Ivar Vidrik Ivask (n. 17 decembrie 1927, Riga, Interwar Latvia⁠(d) – d. 23 septembrie 1992, Fountainstown⁠(d), Munster⁠(d), Irlanda) a fost un poet și istoric literar eston.

## Biografie
A fugit din Estonia în 1944 către Germania și a trăit din 1949 în Statele Unite ale Americii, iar din 1991 în Irlanda.
A lucrat ca profesor de limbi și literaturi moderne la Universitatea din Oklahoma, ocupându-se în principal de literatura de limbă spaniolă.
Începând din 1967 și până în 1991 a fost redactor-șef al revistei trimestriale de literatură internațională World Literature Today (anterior Books Abroad) și a coordonat două programe literare bienale: Premiul Internațional pentru Literatură Neustadt (începând din 1970) și Conferințele Puterbaugh despre scriitorii din mediul francofon și din mediul hispanic (din 1968), cunoscută mai târziu sub numele de Conferința Puterbaugh despre Literatură Universală.
A fost căsătorit cu poeta și traducătoarea letonă Astrid Ivask (1926-2015).

## Volume de poezii
- Tähtede tähendus (1964)
- Päev astub kukesammul (1967)
- Gespiegelte Erde (1967)
- Ajaloo aiad: kolmas kogu luuletusi (1970)
- Oktoober Oklahomas (1973)
- Verikivi (1976, cu ilustrații ale autorului)
- Elukogu (1978)
- Verandaraamat ja teisi luuletusi (1981)
- Baltic elegies (1987)